# Сяс
Сяс (на руски: Сясь) е река в Новгородска и Ленинградска област на Русия, вливаща се в Ладожкото езеро, от басейна на Нева. Дължина 260 km. Площ на водосборния басейн 7330 km².
Река Сяс води началото си от блатисти райони, на 120 m н.в., простиращи се в Тихвинското възвишиние, в северната част на Новгородска област. По цялото си протежени тече в посока север-северозапад през Приладожката низина в широка и заблатена долина. Влива се във Волховския залив на Ладожкото езеро, разположено на 5 m н.в., при град Сясстрой в Ленинградска област. Основни притоци: леви – Клинец (30 km), Луненка (61 km), Линная (62 km); десни – Шуя (22 km), Воложба (81 km), Тихвинка (144 km), Валя (37 km), Кусега (27 km), Валгомка (44 km). Има смесено подхранване с преобладаване на снежното с ясно изразено пролетно пълноводие в края на април и началото на май. Среден годишен отток на 27 km от устието 53 m³/s. Заледява се през ноември (понякога през декември или януари), а се размразява през април. Чрез десният си приток Тихвинка, Тихвинския канал и реките Чагода, Чагодоща и Молога се свързва с Волга. По протежението на реката са разположени множество населени места, в т.ч. град Сясстрой в Ленинградска област.